# Екатеринбургская городская дума
Екатеринбу́ргская городска́я ду́ма (сокр. ЕГД) — парламент одного из крупнейших городов России, представительный орган местного самоуправления муниципального образования город Екатеринбург. Статус и полномочия думы определяются Уставом города Екатеринбурга, а порядок избрания — Избирательным кодексом Свердловской области.
История Екатеринбургской городской думы восходит к Грамоте на права и выгоды городам, изданной императрицей Екатериной II в 1785 году. В соответствии с положениями Грамоты были учреждены Общая и Шестигласная думы. ЕГД начала свою деятельность в 1787 году после первых выборов. В 1799 году деятельность была прекращена указом Павла I, затем возобновлена Александром I, который восстановил действие екатерининского городового положения. С 1870 года порядок выборов и деятельности ЕГД определялся Городовым положением Александра II, а после — его модифицированной версией Александра III.
После 1917 года, выборы в городскую думу состоялись в соответствии с постановлением Временного правительства, однако первые выборы были опротестованы правыми из-за победы коалиции ПСР-РСДРП(м) под предлогом нарушений избирательного кодекса большевиками, и вторые выборы прошли в ноябре того же года, где победили большевики, которые распустили думу в начале 1918 года, однако с освобождением Екатеринбурга белыми силами, вновь восстановила свою работу при Временном областном правительстве Урала (Совет которого формировался в т.ч. из небольшевистских членов ЕГД последнего созыва). С последующим наступлением и занятием Екатеринбурга, дума вновь была распущена, а управление городом окончательно перешло Екатеринбургскому Совету. С 1929 года — Городского совета Свердловска.
Современная история Екатеринбургской городской думы началось с выборов I-го созыва Городского собрания представителей, прошедший 20 апреля 1994 года. В январе 1995 года было возвращено оригинальное название — Екатеринбургская городская дума. В течение последовавших 6 созывов круг обязанностей, порядок голосования и срок полномочий думы неоднократно менялся.
С 1994 года по 2013 год выборы шли по мажоритарной избирательной системе. С 2013 — по параллельной избирательной системе. С 1994 по 1996 год ЕГД состояла из 21 депутата, с 1996 по 2005 — из 27 депутатов. С 2005 по 2013 — из 35 депутатов. С 2013 по 2023 года — из 36 депутатов, где 18 депутатов избирались по одномандатным округам, а ещё 18 — по партийным спискам. С 2023 — снова из 35 депутатов, где 25 избирается по одномандатным округам, а ещё 10 — по партийными спискам.
Срок полномочий Екатеринбургской городской думы составляет с 2013 года составляет 5 лет.

## История

### Российская Империя (1787—1917)
21 апреля 1785 года, Екатерина II принимает документ «Жалованная грамота городам», который устанавливал автономное управление городов, а также утверждал городские думы как орган местного самоуправления. По итогам первых выборов, первый созыв Екатеринбургской городской думы прошёл 23 ноября 1787 года. Первым городским головой был избран купец Меркурий Рязанов, который и возглавил первый созыв ЕГД, состоящий из шести (6) членов. В качестве здания думы изначально был выбран дом на Городском пруду, но вскоре ЕГД переехала в дом на пересечении улиц Малышева и Чернышевского, где дума собиралась до 1917 года.
В первый созыв думы, в Екатеринбурге были утверждены принципы управления муниципальной собственностью, принят план перспективной городской застройки. Были определены районы заселения обывателей, началось составление городской обывательской книги с занесением всех жителей в алфавитном порядке. Был введен поземельный налог с лавок и харчевен, регламентирована городская торговля, учреждены богадельня и народное училище.
Довольно быстро дума получила довольно значимое влияние на политику города, приняв полномочия по распределению городского бюджета и его планирования. Деньги в екатеринбургскую казну поступали в основном с налогов на промышленность. Значимой статьёй расходов в ЕГД большинства созывов было городское благоустройство: большое количество средств постоянно выделялись на мощение улиц, оснащение и содержание школ и училищ, поддержание приютов и больниц. Не менее значимым вопросом думы была торговля и городское развитие: в 1791 году дума приняла постановление о строительстве каменного гостиного двора, а также начала утверждать пятилетние планы развития города. Чуть погодя, по решению думы в городе был учреждён банк и построен Театр оперы и балета (решение принято думой в 1900-х годах).
ЕГД постоянно находилась в среде социально ответственных предпринимателей, купцов и горожан. Во время отечественной войны, дума собирала с горожан пожертвования на помощь раненным и сборы на амуницию для солдат. В это же время, дума при покровительстве меценатов открывает уездное училище.
Дума занималась лоббизмом и поддержкой региональных интересов, в том числе организовывала приём Александра I, а также дума организовала первую Сибирско-Уральскую научно-промышленную выставку, идея проведения которой принадлежала Уральскому обществу любителей естествознания (УОЛЕ). Выставку посетили около 80 тысяч человек — вдвое больше, чем было жителей в Екатеринбурге того времени.
Проблемы с самоуправлением начались в 1806 году, когда Александр I принял новый основной закон горного ведомства и значимое число полномочий отошло от думы в пользу горного начальника, что вызвало политическое противостояние между думой, горной и губернской администрацией, а также горным начальством. Это приводит к тому, что горное управление начало прямо вмешиваться в дела города, игнорируя распоряжение городской думы, из-за чего в 1808 году случается политический кризис, случившийся из-за того, что городской голова Яков Толстиков разрешил избранным от купечества ревизорам убеждаться «в верности показанных в приходе и расходе сумм, а потом употреблении принадлежащих обществу денег в разные расходы». Это привело к тому, что мещане поддержали Толстикова, а купцы бойкотировали его. Несмотря на то, что Толстиков сохранил свой пост еще на один срок, Сенат в 1810 году принял решение «производить выборы из одного купеческого общества». И только в 1863 году, по решению Сената Екатеринбург переходит в гражданское ведомство, решая противостояние в пользу думы.
В 1870 году Александр II утверждает новое Городовое положение, реформировавшее управленческую систему. Местная власть получила самостоятельность, а за правительственными органами осталось право наблюдения и контроля. Орган власти в рамках реформы получило современное название — Екатеринбургская Городская Дума. Отныне в думу выборы проходили каждые четыре года. В ее состав входили: председатель, гласные (72 человека до 1892 года, после — 48), председатель духовного ведомства и председатель уездной земской управы. Количество заседаний по закону 1870 определялось самой ЕГД; в среднем ежегодно проводилось 23 заседания, иногда их количество доходило до 30. Реформа также коснулась и управлением городской казной, где её поступления делились на обыкновенную часть (доходы от городского имущества, различные налоги и сборы) и чрезвычайную (прибыль от городских банков, займы, пособия от госказны и земства, поступления из недоимок прежних лет), а расходы на обязательные и необязательные. Само действие положение в Екатеринбурге началось в феврале 1872 года с новыми выборами в ЕГД.
Следующей реформой, изменившей управленческую систему, стало принятие в 1892 года следующего нового Городового положения, утвержденного Александром III, разработанного в рамках созданий крепкой централизованной властной вертикали. В компетенцию Думы входило обсуждение и принятие решений по хозяйственным и финансовым вопросам, анализ городского бюджета, контроль за деятельностью городской управы, издание постановлений для горожан, связанные с благоустройством города. Число избирателей ЕГД из-за ценза значительно сократилось: если раньше дума состояла преимущественно из купцов, то на первых порах после реформы в представительном органе значительно усилилась роль дворян. Также, была разделена исполнительная и законодательная власть, где городского голову и членов управы отныне назначал губернатор, а они состояли на государственной службе, получили право на чинопроизводство, ношение мундира и орденов. Сама же реформа городового положения совпала с новым политическим кризисом, когда городская власть и губернская администрация боролись друг с другом из-за личной неприязни: назначенный с началом реформ Пермский губернатор Погодин был недоволен независимостью Екатеринбургской думы и городского головы Симанова.
Во время революции 1905 года, городская дума негласно поддерживала демонстрации и манифестации, а после публикации высочайшего манифеста, участвовали в народных демонстрациях в поддержку учреждения Государственной думы, где участвовали в противостоянии с черносотенцами, пытаясь остановить насилие с их стороны, однако, не добившись в этом успехов, созвали чрезвычайное заседание и признали избиение демонстрантов черносотенцами — провокацией, осудив бездействие полиции и создав собственную добровольческую милицию для защиты города из числа добровольцев, а 31 октября — создав комиссию по расследованию агрессии черносотенцев. Однако данные действия фактически ни к чему не привели, а спокойная жизнь постепенно вновь начала налаживаться. В 1906 году, дума принимает довольно значительных решений об улучшении условий для рабочих, были приняты постановления об обеспечении нормального отдыха служащих в торговых и ремесленных заведениях, складах и конторах, и об открытии трактирных заведений с горячей пищей, легкими виноградными винами, пивом, фруктовыми водами, с читальным залом, без водки и карточных игр.
С началом Первой мировой войны, 21 июля дума собирается на экстренное заседание, избрав совет попечителей по организации помощи семьям солдат, призванных на войну, приняв решение о ежемесячной выдаче семьям служащих управы, мобилизованных на фронт, установленных денежных окладов вплоть до окончания военных действий. За первые месяцы войны дума заседает по несколько раз в неделю, формируя новые думские комиссии (например, врачебно-санитарную и исполнительно-наблюдательную (её задачей был контроль роста цен на товары первой необходимости)) и принимая постановления. Однако, начиная с поражений 1915 года, и вплоть до начала 1917, патриотический пыл начинает снижаться, и городская дума уделяет всё больше внимания развитию культуры и образования.
К 1917 году, Екатеринбург находился в остром кризисе из-за продовольственного дефицита, а также финансового и общественного кризиса. 3 января прошло первое заседание, где обсуждался продовольственный кризис (по сообщениям гласных, запасов пшеничной муки в городе оставалось на 10 дней), по итогу, из-за невозможности своими силами как-либо решить этот вопрос, начались массовые отправки телеграмм в столицу, а после туда отправился лично председатель городской продовольственной комиссии Вязельщиков, что позволило получить помощь и отсрочить кризис на некоторое время.

### Временное революционное правительство и Российская республика (1917)
С началом февральской революции, 3 марта было созвано чрезвычайное заседание думы из-за фактического отсутствия какой-либо власти в регионе, кроме региональной, где гласный думы Кроль призвал к сохранению текущей думы и её деятельности до ближайших выборов, не пускаясь в радикализм. Однако после заседания часть горожан организовала митинг, где образовали самопровозглашённый Совет рабочих депутатов Екатеринбурга, сформировав в городе двоевластие. Основной деятельностью думы во время двоевластия являлись попытки упорядочивания финансов, создания милицейских отрядов для защиты общественного порядка и налаживанием отношением с СРД, без которых многие решения бы бойкотировались, что топило деятельность думы в циклах согласований и редакций их решений.
Временное революционное правительство России 15 апреля 1917 года принимает постановление о производстве выборов гласных городских дум и об участковых городских управлениях, приложением к которому были утверждены Временные правила о производстве гласных городских дум, устанавливавшие вполне демократический – даже по современной оценке – порядок выборов на основе всеобщего прямого, равного и тайного избирательного права. Одномоментно, февральская революция привела к стихийной демократизации деятельности ЕГД — была проведена кооптация представителей непредставленных из-за ценза ранее слоёв общества, царская охранка была отстранена от деятельности в ЕГД и органах местного самоуправления, а в самой думе была объявлена гласность и право на свободную деятельность депутатов.
В соответствии с этим положением, прошли июльские выборы в ЕГД, на которых уверенную победу одержали эсеры и меньшевики, сформировав умеренно-социалистическую коалицию. Однако выборы были опротестованы кадетами и правыми политиками, и Пермский административный суд признал выборы несостоявшимися ввиду значимых нарушений большевиками избирательного законодательства: агитацией в день голосования, а также создания политических каруселей. Следующие выборы прошли уже в ноябре, и победу на них одержала уже РСДРП(б), которая хоть и не получила большинство мандатов, но стала крупнейшей партией думы (получив 40 из 85 мест), что позволило продавить избрание мэром города большевика Сергея Чуцкаева, а председателем думы — Петра Войкова.

### Гражданская война (1918—1922)
В связи с октябрьским переворотом и шествием советской власти, Екатеринбургская городская дума к началу 1918 года была распущена, а её полномочия получил местный Совет рабочих, крестьянских и красноармейских депутатов, который оспаривал власть над городом ещё с февральской революции, перенимая тенденции двоевластия из Петрограда. Однако вскоре, когда белые силы смогли освободить Екатеринбург, работа думы была восстановлена, как и других органов местного самоуправления, но, с наступлением большевиков в 1919 году, контроль над городом вновь перешёл в пользу красных сил, и те восстановили власть совета.
По своему положению, совет избирался на три месяца и насчитывал от 400 до 700 депутатов, что делало его фактически неработоспособным органом, основной деятельностью которого составляли декларации о намерениях, что доходило до абсурда. Например, на собрании от 23 марта 1923 года, совет, на сообщение о транспортном коллапсе, принял следующую резолюцию: «Совет шлет всем труженикам железной дороги горячий привет и призывает их к еще более интенсивному труду и героической борьбе с разрухой транспорта».
Для налаживания своей деятельности, совет сформировал свои отделы и секции, которые должны были заниматься управлением в узкой специализации, однако СРККД до своего реформирования оставался лишь декларативным и лозунговым органом власти, когда фактическая власть концентрировалась у губернских, областных, окружных и собственно городских структуры власти: исполнительных комитетов, военных организаций и вооружённых сил.

### Союз Советских Социалистических Республик (1923—1991)
В 1923 году, в честь 200-летия города, совет начал подготовку постановления о переименования города в Свердловск, приняв его 14 октября 1924 года.
С окончанием гражданской войны, город начал стремительно развиваться, и из-за бурного развития городского хозяйства, совет начал постепенно трансформироваться в работоспособный орган власти, сделав его деятельность более осмысленной и целенаправленной. 1 октября 1929 года Свердловск был выделен в самостоятельную административно-территориальную единицу с подчинением Городского Совета (горсовета) непосредственно Областному съезду Советов и его исполнительному комитету. По своим полномочиям, он был довольно ограничен: координация деятельности десятков хозяйственных организаций, личный депутатский контроль за этой деятельностью, определение ближайших градостроительных перспектив. А большая конкретизация полномочий и целей горсовета был объединён в Наказе горсовета  — своеобразной программе деятельности, которая формировалась, в том числе, и на основе наказов, данных горожанами. В практику вошли депутатские отчеты на предприятиях и собраниях общественности.
В годы Великой Отечественной войны перед Горсоветом появились новые задачи, связанные с перестройкой промышленности на военный лад, обеспечением мобилизации, что потребовало изменить стиль работы. Теперь все решения необходимо было принимать конкретно и оперативно.
В послевоенный период Горсовет занимался вопросами жилищного строительства, коммунального хозяйства, благоустройства, бытового обслуживания.
В апреле 1990 года Верховным Советом СССР был принят Закон «Об общих началах местного самоуправления и местного хозяйства в СССР», расширивший самоуправление регионов. Был образован Екатеринбургский городской Совет народных депутатов.

### Российская Федерация (1991 —н.в.)
Указом Президента РФ от 09.10.1993 № 1617, органы МСУ были реформированы, и Екатеринбургский городской Совет народных депутатов был распущен, из которого был сформировано Екатеринбургское городское собрание представителей, который на втором заседании принял постановление о собственном переименовании в Екатеринбургскую городскую думу.

#### I созыв
Выборы в Екатеринбургскую городскую думу I-го созыва прошли в 1994 году. В соответствии временном положении о выборах, выборы прошли по мажоритарной избирательной системе по 21 избирательному одномандатному округу. В думе 1-го созыва действовало 2 фракций:
- «Демократический Выбор России» — 1 из 21 место.
- «Уральский центр» — 1 из 21 место.

#### II созыв
Выборы в Екатеринбургскую городскую думу II-го созыва прошли в три этапа в 1996 году. В соответствии с уставом города Екатеринбург, выборы прошли по мажоритарной избирательной системе по 27 избирательным одномандатным округам. В думе 2-го созыва действовало 9 фракций:
- «Преображение Урала» — 2 из 27 мест.
- «Партия российского единства и согласия» — 1 из 27 мест.
- «Женщины России» — 1 из 27 мест.
- «Народно-республиканская партия России» — 1 из 27 мест.
- «Яблоко» / «Команда Кузнецова — Объединенные демократы» — 1 из 27 мест.
- «Социалистическая партия России» — 1 из 27 мест.
- «Гражданская партия России» — 1 из 27 мест.
- «Российский союз молодёжи» — 1 из 27 мест.
- «СФКиС» — 1 из 27 мест.

#### III созыв
Выборы в Екатеринбургскую городскую думу III-го созыва прошли в период с 2000 по 2001 год. В соответствии с уставом города Екатеринбург, выборы прошли по мажоритарной избирательной системе по 27 избирательным одномандатным округам. В думе 3-го созыва действовало 7 фракций:
- «Межрайонная депутатская группа» — 5 из 27 мест.
- «Единство» — 4 из 27 мест.
- «Наш дом — наш город» — 2 из 27 мест.
- «Союз правых сил» — 2 из 27 мест.
- «Женщины России» — 1 из 27 мест.
- «Евразия» — 1 из 27 мест.
- «ОПС «Уралмаш» — 1 из 27 мест (официально).

#### IV созыв
Выборы в Екатеринбургскую городскую думу IV-го созыва прошли 20 марта 2005 года. В соответствии с уставом города Екатеринбург, выборы прошли по мажоритарной избирательной системе. Явка составила 21%. В думе 4-го созыва действовала 1 фракция:
- Фракция «Единая Россия» — 9 (+7) из 35 депутатов.

В составе ЕГД IV созыва действовало 8 комиссий:
- по бюджету и экономической политике;
- по муниципальной собственности;
- по экономическому развитию и инвестициям, промышленности и предпринимательской деятельности;
- по городскому хозяйству, градостроительству и землепользованию;
- по социальной защите и здравоохранению;
- по развитию образования, науки, физической культуры, спорта и молодежной политике;
- по местному самоуправлению, культурной и информационной политике и связям с общественностью;
- по безопасности жизнедеятельности населения.

#### V созыв
Выборы в Екатеринбургскую городскую думу V-го созыва прошли 1 марта 2009 года. В соответствии с уставом города Екатеринбург, выборы прошли по мажоритарной избирательной системе. Явка составила 18%. В думе 5-го созыва действовало 2 фракций:
- Фракция «Единая Россия» — 28 из 35 депутатов.
- Фракция «Коммунистическая партия Российской Федерации» — 1 из 35 депутатов.

В составе ЕГД V созыва действовало 8 комиссий:
- по муниципальной собственности;
- по экономическому развитию и инвестициям промышленности и предпринимательской деятельности;
- по социальной защите и здравоохранению;
- по местному самоуправлению, культурной и информационной политике и связям с общественностью;
- по бюджету и экономической политике;
- по городскому хозяйству, градостроительству и землепользованию;
- по развитию образования, науки, физической культуры, спорта и молодежной политике;
- по безопасности жизнедеятельности населения.

#### VI созыв
Выборы в Екатеринбургскую городскую думу VI-го созыва прошли 8 сентября 2013 года. В соответствии с уставом города Екатеринбург, выборы прошли по смешанной избирательной системе, где 18 депутатов избирались по партийным спискам, а ещё 18 — по одномандатным округам. Явка составила 34%: на выборах проголосовало 361 тысяча человек. «Единая Россия» получила на выборах 28,11% голосов, СРЗП — 17,78%, ГП — 13,42%, «Партия пенсионеров» — 9,41% , КПРФ — 8,60%, ЛДПР — 5,58%. В думе 7-го созыва действовало 6 фракций:
- Фракция «Единая Россия» — 21 из 36 депутатов.
- Фракция «Справедливая Россия — За правду» — 7 из 36 депутатов.
- Фракция «Гражданская платформа» — 3 из 36 депутатов.
- Фракция «Партия Пенсионеров» — 2 из 36 депутатов.
- Фракция «Коммунистическая партия Российской Федерации» — 2 из 36 депутатов.
- Фракция «Либерально-демократическая партия России» — 1 из 36 депутатов.

В составе ЕГД VI созыва действовало 8 комиссий:
- по муниципальной собственности;
- по экономическому развитию и инвестициям промышленности и предпринимательской деятельности;
- по социальной защите и здравоохранению;
- по местному самоуправлению, культурной и информационной политике и связям с общественностью;
- по бюджету и экономической политике;
- по городскому хозяйству, градостроительству и землепользованию;
- по развитию образования, науки, физической культуры, спорта и молодежной политике;
- по безопасности жизнедеятельности населения.

#### VII созыв
Выборы в Екатеринбургскую городскую думу VII-го созыва прошли 9 сентября 2018 года. В соответствии с уставом города Екатеринбург, выборы прошли по смешанной избирательной системе, где 18 депутатов избирались по партийным спискам, а ещё 18 — по одномандатным округам. Явка составила 27%: на выборах проголосовало 286 тысяч человек.  «Единая Россия» получила на выборах 31,57% голосов, КПРФ — 23,02%, СРЗП — 20,66%, ЛДПР — 13,77%, «Яблоко» — Объединённые демократы — 5,44%.
В думе 7-го созыва действовало 5 фракций:
- Фракция «Единая Россия» — 19 из 36 депутатов.
- Фракция «Справедливая Россия — За правду» — 7 из 36 депутатов.
- Фракция «Коммунистическая партия Российской Федерации» — 6 из 36 депутатов.
- Фракция «Либерально-демократическая партия России» — 3 из 36 депутатов.
- Фракция «Яблоко» — 1 из 36 депутатов.

В составе ЕГД VII созыва действовало 8 комиссий:
- бюджетно-экономические;
- по местному самоуправлению, культурной и информационной политике и связям с общественностью;
- по городскому хозяйству, градостроительству и землепользованию;
- по социальной защите и здравоохранению;
- по безопасности жизнедеятельности населения;
- по развитию образования, науки, физической культуры, спорта и молодежной политике;
- по муниципальной собственности;
- по экономическому развитию и инвестициям, промышленности и предпринимательской деятельности.

На заседании ЕГД от 25 сентября 2018 года, Главой города был избран Александр Высокинский. 22 декабря 2020 года, Высокинский добровольно сдал пост Главы города и в тот же день его и. о. был назначен Алексей Орлов, который стал следующим Главой города по решению заседания думы от 9 февраля 2021 года.

#### VIII созыв
Выборы в Екатеринбургскую городскую думу VIII-го созыва прошли в период с 9 по 10 сентября 2023 года. В соответствии с уставом города Екатеринбург, выборы прошли по смешанной избирательной системе, где 10 депутатов избирались по партийным спискам, а ещё 25 — по одномандатным округам. Явка составила 20%: на выборах проголосовало 230 тысяч человек.  «Единая Россия» получила на выборах 41,87% голосов, ЛДПР — 14,60%, КПРФ — 12,36%, СРЗП — 11,14%, «Яблоко» — Объединённые демократы — 9,24%, НЛ — 8,50%.
В думе 8-го созыва действовало 6 фракций:
- Фракция «Единая Россия» — 27 из 35 депутатов;
- Фракция «Либерально-демократическая партия России» — 3 из 35 депутатов;
- Фракция «Коммунистическая партия Российской Федерации» — 2 из 35 депутатов;
- Фракция «Справедливая Россия — За правду» — 1 из 35 депутатов;
- Фракция «Яблоко» — 1 из 35 депутатов;
- Фракция «Новые Люди» — 1 из 35 депутатов;

В составе ЕГД VIII созыва действовало 8 комиссий:
- бюджетно-экономические;
- по местному самоуправлению, культурной и информационной политике и связям с общественностью;
- по городскому хозяйству, градостроительству и землепользованию;
- по социальной защите и здравоохранению;
- по безопасности жизнедеятельности населения;
- по развитию образования, науки, физической культуры, спорта и молодежной политике;
- по муниципальной собственности;
- по экономическому развитию и инвестициям, промышленности и предпринимательской деятельности.

## Полномочия, структура и порядок выборов
Статус, полномочия и порядок избрания ЕГД определяет Устав города Екатеринбург. Частично, порядок избрания также определяется избирательным кодексом Свердловской области.
Согласно действующему уставу, к исключительным полномочиям городской думы относятся:
- Принятие Устава муниципального образования «город Екатеринбург», внесение в него изменений и дополнений;
- Избрание Главы Екатеринбурга (мэра);
- Утверждение городского бюджета;
- Установление, изменение и отмена местных налогов и сборов, а также установление льгот по указанным налогам и сборам;
- Принятие программ и планов социально-экономического развития муниципального образования, утверждение отчётов об их исполнении;
- Определение порядка управления и распоряжения имуществом, находящимся в муниципальной собственности;
- Определение порядка принятия решений о создании, реорганизации и ликвидации муниципальных предприятий и учреждений, а также об установлении тарифов на услуги муниципальных предприятий и учреждений;
- Определение порядка материально-технического и организационного обеспечения деятельности органов местного самоуправления муниципального образования;
- Осуществление контроля за исполнением органами и должностными лицами местного самоуправления полномочий по решению вопросов местного значения;
- Утверждение структуры Администрации города Екатеринбурга по представлению главы Администрации города Екатеринбурга;
- Внесение в органы государственной власти Свердловской области инициатив об изменении границ и преобразовании муниципального образования «город Екатеринбург».

Срок полномочий городской думы по Уставу — 5 лет.
Количество депутатов и порядок их избрания постоянно изменялось с течением времени. В период с 1994 по 1996 год, дума состояла из 21 депутата, каждый из которых избирался по одномандатному округу. В период с 1996 по 2000 год, число депутатов, а равно и округов увеличили до 27. С 2005 по 2013 год, избиралось 35 депутатов по одномандатным округам. С 2013 по 2022 года, избиралось 36 депутатов, где 18 избирались по партийным спискам, а ещё 18 — по одномандатным округам. С 2023 года — избирается 35 депутатов, из которых 25 — по одномандатным округам, а ещё 10 — по партийным спискам.
Городская дума создаёт постоянные и временные комиссии. В целях организационного, информационного, правового и материально-технического обеспечения деятельности депутатов, из постоянных и временных комиссий формируется аппарат городской думы.
Председатель избирается из числа депутатов тайным голосованием на первом заседании городской думы.

### Финансирование
Большинство депутатов Екатеринбургской городской думы не получают заработной платы. По состоянию на январь 2018 года заработную плату получали в Екатеринбургской городской думе только три депутата
- Председатель Екатеринбургской городской думы;
- Заместитель председателя Екатеринбургской городской думы;
- Один депутат. Этого получающего зарплату депутата выбирают другие депутаты Екатеринбургской городской думы.

## Молодёжная палата Екатеринбургской городской думы
Общественная Молодёжная палата при Екатеринбургской городской Думе создана в 2003 году в целях формирования системы привлечения молодых людей к обсуждению и решению проблем молодёжи города, а также в целях выявления и поддержки активных молодых людей, гражданского становления и роста молодёжи.
Молодёжная палата является общественным совещательным органом при Екатеринбургской городской Думе, решения Молодёжной палаты носят для представительного органа местного самоуправления рекомендательный характер.
Основные цели Молодёжной палаты:
- Участие молодёжи в формировании и реализации молодёжной политики в городе.
- Участие молодёжи в разработке нормативных правовых актов местного самоуправления.
- Приобщение молодых граждан к парламентской деятельности, формирование их правовой и политической культуры, развитие деловых, *профессиональных, гражданских и патриотических качеств, поддержка гражданской активности молодёжи.

Комиссии Молодёжной палаты:
- Комиссия по бюджету и экономической политике
- Комиссия по муниципальной собственности
- Комиссия по экономическому развитию, инвестициям, промышленности и предпринимательской деятельности
- Комиссия по городскому хозяйству и градостроительству
- Комиссия по развитию образования, науки, физической культуре, спорта и молодёжной политики
- Комиссия по местному самоуправлению, культурной и информационной политике и связям с общественностью
- Комиссия по безопасности жизнедеятельности молодёжи